# Baker Knoll
Der Baker Knoll ist ein etwa 900 m hoher und isolierter Hügel auf Montagu Island im Archipel der Südlichen Sandwichinseln im Südatlantik. Er ragt aus einer vereisten Caldera südwestlich des Mount Belinda auf.
Das UK Antarctic Place-Names Committee benannte ihn 2013. Namensgeber ist der britische Geologe Peter Edward Baker (1937–2008), der 1964 die erste geologische Kartierung der Südlichen Sandwichinseln durchgeführt hatte.